# Theopompos
Theopompos, starořecky Θεόπομπος, latinsky Theopompus (asi 380 př. n. l., Chios – asi 315 př. n. l., Alexandrie) byl řecký historik a řečník.

## Život
Narodil se na ostrově Chios. Jeho otec byl však z ostrova vypovězen a odešel do Athén. Zde se Theopompus stal žákem slavného rétora Isokrata a brzy se stal významným řečníkem. Roku 352 př. n. l. dokonce porazil v řečnické soutěži svého učitele Isokrata. Ten mu nakonec doporučil, aby se věnoval historiografii. Roku 333 př. n. l. mu Alexander dovolil vrátit se na Chios. Zde byl jedním z vůdců aristokratické strany. Po Alexandrově smrti musel však znovu odejít do exilu, útočiště našel u Ptolemaia v Egyptě. O jeho smrti není nic známo.

## Dílo
K jeho nejznámějším historickým pracím patří Hellenika, kniha popisující dějiny Řecka ve dvanácti knihách, a to v letech 411 př. n. l. (datum, k němuž dopsal své dějiny Thukydides) až 394 př. n. l. (datum bitvy u Knidu). Právě v Hellenice Theopompos zaznamenal proslulou epizodu o Hérostratově zapálení efezského Artemidina chrámu z důvody snahy se zapsat do dějin (odtud tzv. Herostratovský komplex). 
Velmi rozsáhlým dílem byly dějiny Filipa II. Makedonského. Theopompus dílo rozdělil do 53 knih, které však obsahovaly obrovské množství odboček a postřehů o různých zemích, takže sám Filip II. dílo proškrtal tak, že zbylo jen 16 knih – ponechal jen texty věnované přímo Makedonii. Dílo se nedochovalo, nicméně čerpal z něj Pompeius Trogus, Fotios, Athénaios, Plútarchos ad. Desátá kniha, která byla jednou velkou odbočkou, byla nazvána Filipika a útočila na řadu aténských politiků. Pojem pak proslavil Plútarchos. 
Jeho práce byla často kritizována za zálibu v romantických a neuvěřitelných příbězích. Kritizována byla rovněž jeho útočnost. Britský historik Robin Lane Fox napsal, že „Theopompus psal pomluvy, ne dějiny“.